# Priem (gereedschap)

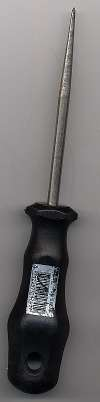
Een priem met plastic handvat

Een priem of els is een stuk gereedschap dat bestaat uit enerzijds een stalen stift met een scherpe punt, en anderzijds een hecht dat soms van hout, maar meestal van kunststof is gemaakt.
De priem kan worden toegepast om een klein, ondiep gaatje in een voorwerp te prikken (men gebruike hier echter een Centerpons voor). Zo'n gaatje wordt bijvoorbeeld gebruikt om er voor te zorgen dat een boor niet 'wegloopt' als er een gat moet worden geboord. Bij leerbewerking wordt hij gebruikt om onder meer stikgaatjes te maken. In zacht hout wordt hij aangewend om gaatjes voor niet al te grote schroeven voor te prikken. Dan hoeft er niet geboord te worden.
Er zijn priemen met een ronde- en met een vierkante schacht. De vierkante schacht kan gebruikt worden om het gat iets 'uit te vreten' door een draaiende beweging te maken.
Een priem wordt ook wel toegepast voor het nauwkeurig aftekenen op harde en donkergekleurde houtsoorten.
Hierop zijn lijnen gemaakt met een timmermanspotlood slecht te zien. Ook zijn die lijnen minder precies.
Zadelmakers gebruiken een ruitvormige els. Niet om de steken te markeren maar om gaten in het leer te prikken. De ruitvorm zorgt ervoor dat, wanneer alle gaten in dezelfde hoek worden gemaakt (/////), er een stiksel kan worden gemaakt waarbij de steken alle schuin in het leer vallen hetgeen een nette aanblik geeft.
Een priem is door het zachtere staaltype waar deze uit gemaakt is niet geschikt voor het markeren en centreren bij metalen. Om te kunnen markeren op metalen wordt een kraspen gebruikt, eventueel in combinatie met markeervloeistof.